# Estación Mazán (La Rioja)
Mazán era una estación de ferrocarril ubicada en la localidad de Estación Mazán, en el  Arauco, en la provincia de La Rioja, Argentina.

## Servicios
No presta servicios de pasajeros ni de cargas. Era una estación compartida por los ramales Ramal A4 y Ramal A5. El Ramal 5 seguía hasta Tinogasta, el cual sus vías y estaciones se encuentran abandonadas y bajo tutela de Trenes Argentinos Infraestructura. El Ramal A4 se encuentra administrado bajo a la empresa estatal Trenes Argentinos Cargas.

## Imágenes

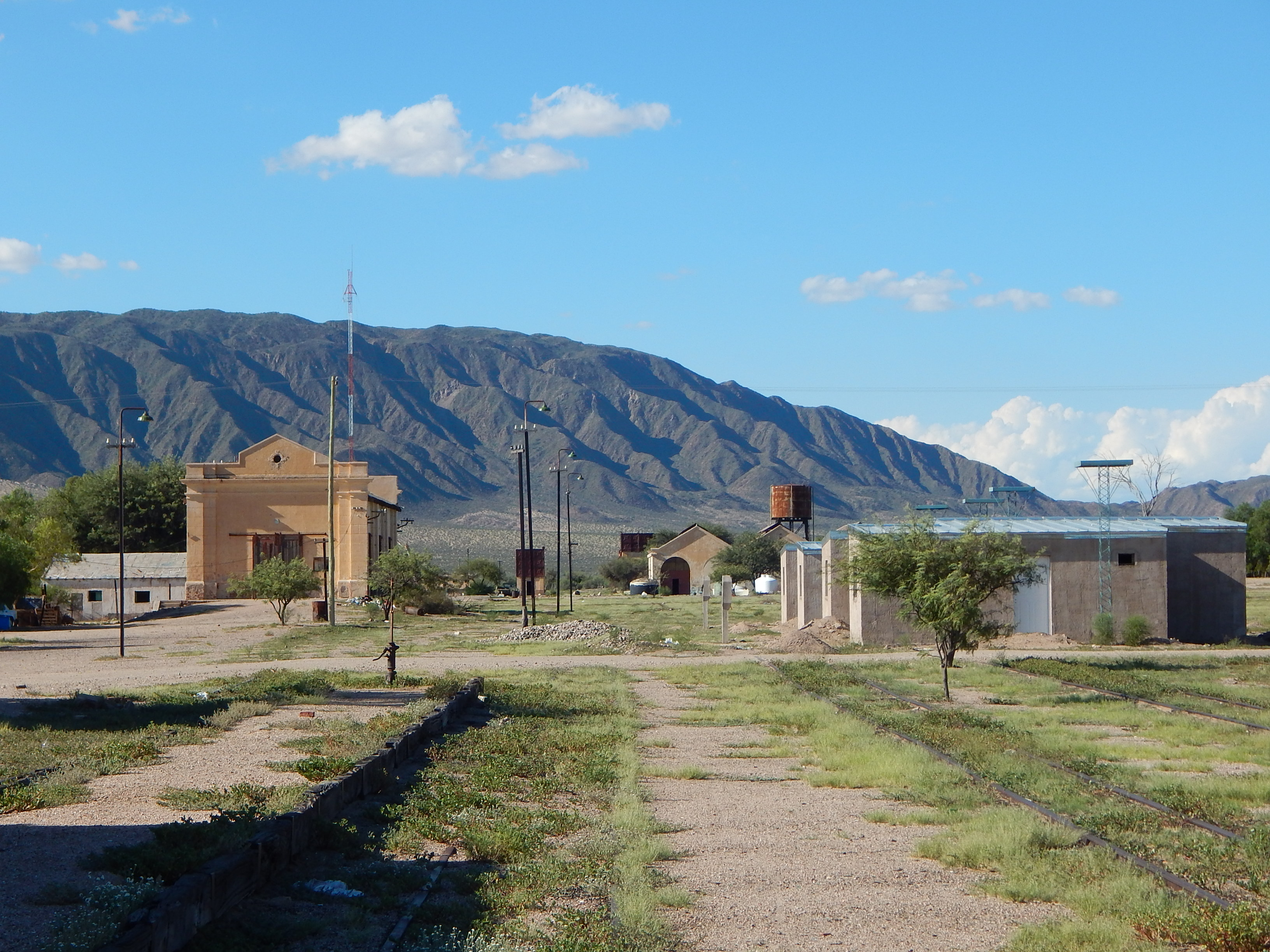
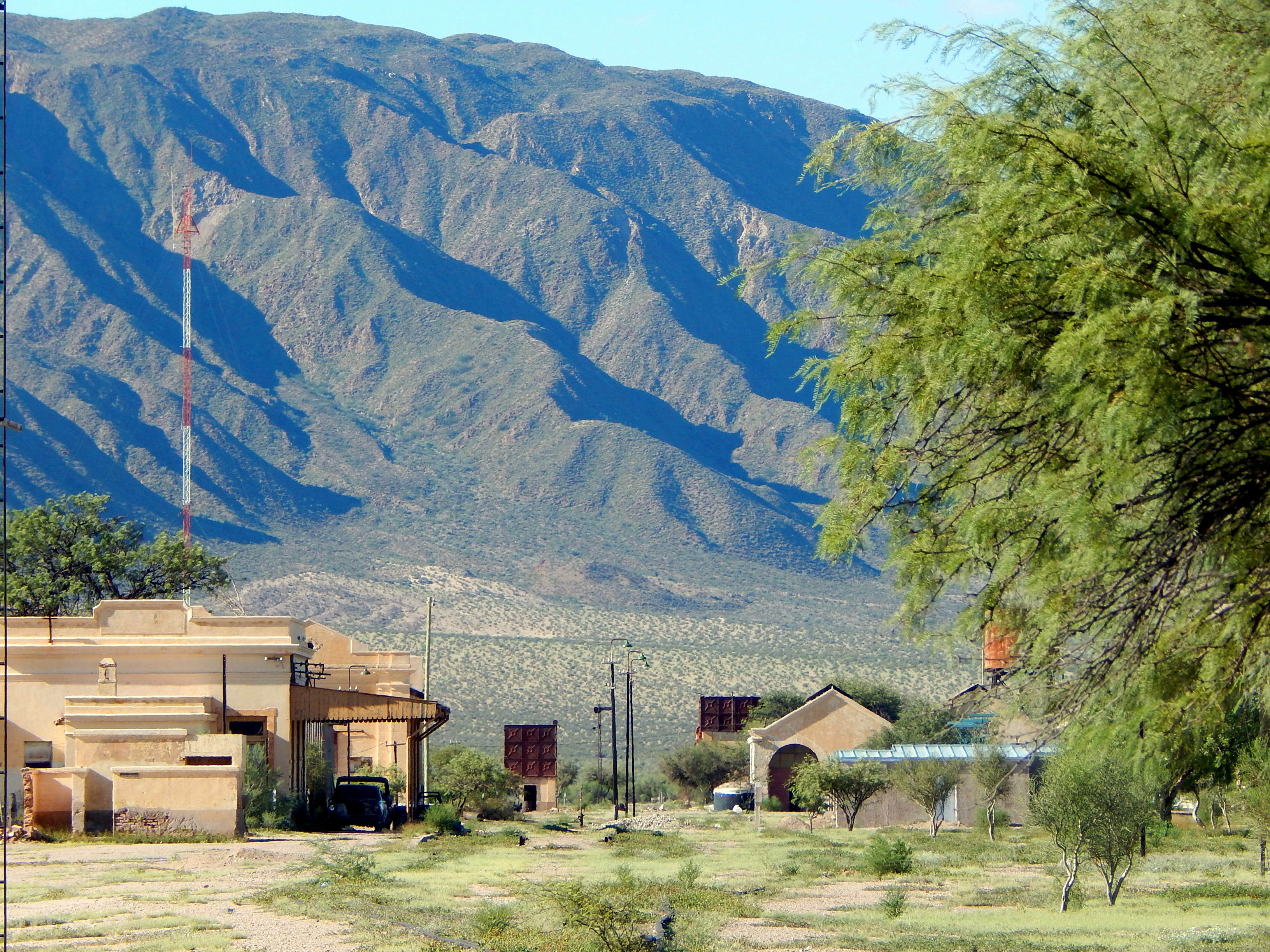